# Conseil populaire de la république populaire de Lougansk
IIIe législature
Le Conseil populaire (en russe : Народный совет, romanisé : Narodny soviet ; en ukrainien : Народна Рада romanisé : Narodna Rada), anciennement Conseil suprême de la république populaire de Lougansk (en russe Высший Совет Народной Республики Луганске, Vysshiy Sovet Narodnoy Respubliki Luganske ; en ukrainien Вища Рада Народної Республіки Луганську, Vyshcha Rada Narodnoyi Respubliky Luhans'ku), est le parlement de la république populaire de Lougansk. 
Les dernières élections au Conseil ont eu lieu le 11 novembre 2018, puis le 10 septembre 2023.

## Composition
| Législature | Élection          | Composition | Composition                                              | Président                                                   |
| ----------- | ----------------- | ----------- | -------------------------------------------------------- | ----------------------------------------------------------- |
| 1re         | 2 novembre 2014   |             | Paix pour Lougansk (35)Union économique de Lougansk (15) | Alexeï Kariakine Vladimir Degtiarenko Denis Mirochnitchenko |
| 2e          | 11 novembre 2018  |             | Paix pour Lougansk (37)Union économique de Lougansk (13) | Denis Mirochnitchenko                                       |
| 3e          | 10 septembre 2023 |             | Russie unie (39)LDPR (5) KPRF (4) SRZP (2)               |                                                             |